# Байков, Алексей Михайлович
Алексе́й Миха́йлович Байко́в (1790—1854) — русский архитектор, главный архитектор Гатчины в 1824—1852 годах.

## Биография
Родился 3 (14) октября 1790 года в Санкт-Петербурге в семье истопника Смольного института. В 10 лет был принят в Императорскую Академию художеств (с 1800), где успешно учился 12 лет. В период обучения получал награды Академии: малая серебряная медаль (1810 и 1811), большая серебряная (1812) за архитектурную композицию «Воскресение Христово» и большую золотую медаль (1812) по задаче «Сочинить план для общественного увеселения жителей столичного города. Здание сиё должно быть вместительно, удобно и соразмерно». Получил аттестат 1-й степени со шпагой.
В 1813 году был зачислен в штат городового правления Гатчины, в 1824 году стал главным архитектором города. В этой должности он осуществлял перспективный план города, разработанный архитектором В. И. Гесте. В последние годы жизни Байков разрабатывал проект нового административного центра города.
Скончался 25 июля (6 августа) 1854 года. Похоронен на Новом кладбище Гатчины. Его жена Байкова (в девичестве Панова) Елена Данииловна (умерла в 1830 году) и двое сыновей — Александров (1824—1825 и 1841—1842), умерших во младенчестве, также были похоронены в Гатчине на Старом кладбище.

## Проекты и постройки

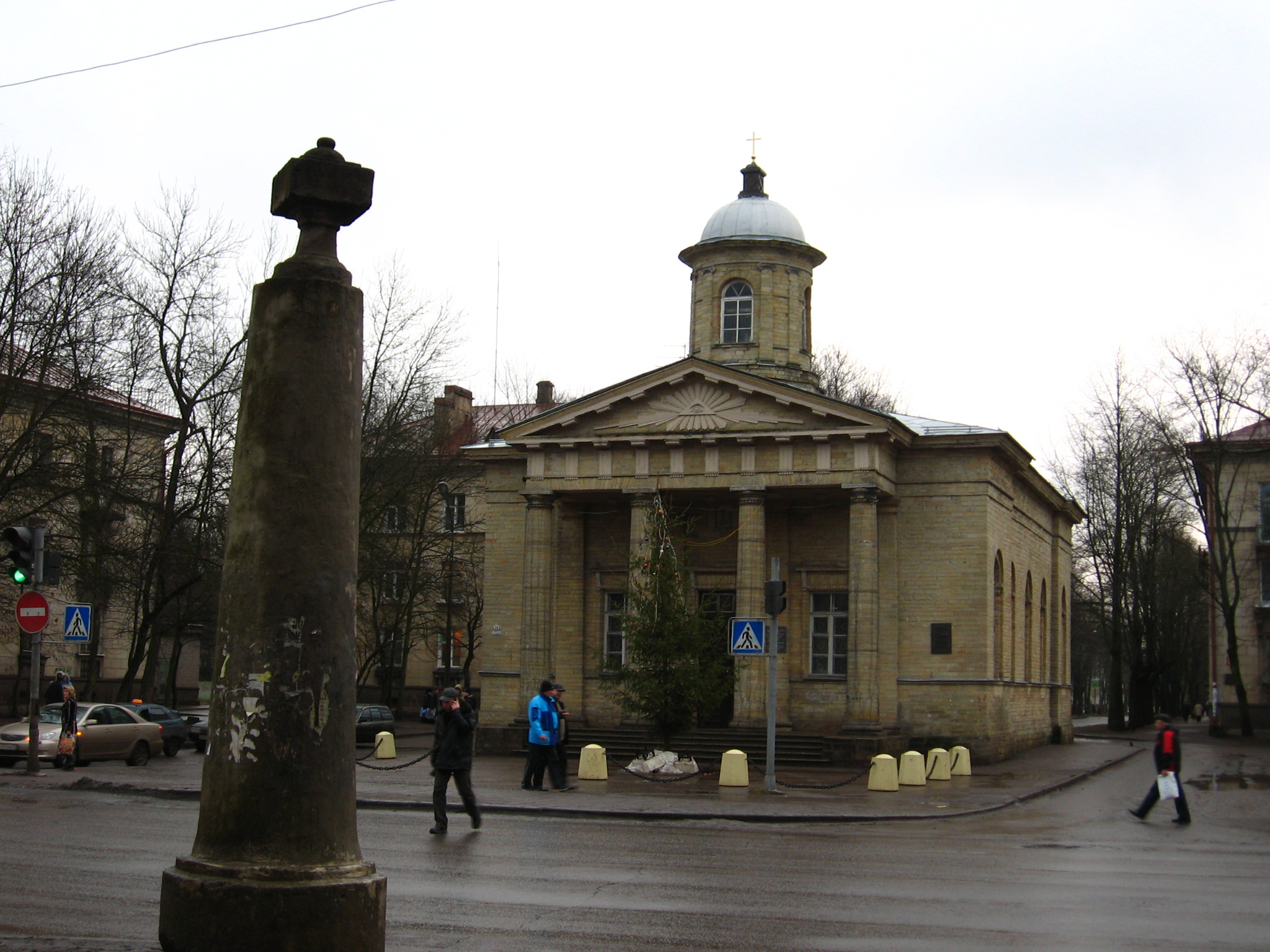
Лютеранская кирха

- Деревянное здание Съезжей с каланчой (1820-е);
- Гостиные ряды в виде двух деревянных павильонов (1820-е);
- Городской госпиталь (перестройка по проекту архитектора А. Е. Штауберта; 1822);
- Здания госпитального городка;
- Здание суконной фабрики (перестройка);
- Лютеранская кирха (по типовому проекту Д. И. Квадри; 1828);
- Здание почты (1834);
- Здание женской гимназии (1837);
- Новые купеческие дома (после пожара 1838 года), деревянные особняки;
- Лютеранская кирха в деревне Петрово (по проекту Д. И. Квадри; 1839).